# Saison 2018-2019 du Heat de Miami
La saison 2018-2019 du Heat de Miami est la 31e saison de la franchise en NBA.

## Matchs

### Summer League
| Summer League Total: 4-4 |

| Match | Date match | Équipe       | Score   | Meilleur marqueur      | Meilleur rebondeur | Meilleur passeur      | Lieux Spectateurs | Série |
| ----- | ---------- | ------------ | ------- | ---------------------- | ------------------ | --------------------- | ----------------- | ----- |
| 1     | 2 juillet  | Golden State | D 68-79 | Derrick Jones Jr. (24) | Bam Adebayo (14)   | Derrick Jones Jr. (5) | Golden 1 Center   | 0 - 1 |
| 2     | 3 juillet  | L.A. Lakers  | V 89-74 | Derrick Jones Jr. (21) | Bam Adebayo (10)   | Daryl Macon (11)      | Golden 1 Center   | 1 - 1 |
| 3     | 5 juillet  | Sacramento   | V 86-76 | Derrick Jones Jr. (19) | Bam Adebayo (9)    | Derrick Walton (7)    | Golden 1 Center   | 2 - 1 |

| Match | Date match | Équipe              | Score     | Meilleur marqueur    | Meilleur rebondeur | Meilleur passeur    | Lieux Spectateurs    | Série |
| ----- | ---------- | ------------------- | --------- | -------------------- | ------------------ | ------------------- | -------------------- | ----- |
| 1     | 7 juillet  | La Nouvelle-Orléans | D 84-110  | Duncan Robinson (18) | Jarrod Jones (12)  | Matt Farrell (6)    | Cox Pavilion         | 0 - 1 |
| 2     | 8 juillet  | Charlotte           | D 90-94   | Daryl Macon (17)     | Landry Nnoko (13)  | Derrick Walton (6)  | Cox Pavilion         | 0 - 2 |
| 3     | 10 juillet | Utah                | V 98-90   | Bam Adebayo (24)     | Bam Adebayo (9)    | Derrick Walton (5)  | Thomas & Mack Center | 1 - 2 |
| 4     | 12 juillet | La Nouvelle-Orléans | V 110-106 | Jarrod Jones (31)    | Jarrod Jones (8)   | Derrick Walton (11) | Cox Pavilion         | 2 - 2 |
| 5     | 14 juillet | Boston              | D 72-74   | Derrick Walton (15)  | Jarrod Jones (7)   | Derrick Walton (5)  | Thomas & Mack Center | 2 - 3 |

### Pré-saison
| Pré-saison Total: 3-3 (Domicile: 3-0; Extérieur: 0-3) |

| Match | Date match   | Équipe              | Score     | Meilleur marqueur     | Meilleur rebondeur    | Meilleur passeur  | Lieux Spectateurs       | Série |
| ----- | ------------ | ------------------- | --------- | --------------------- | --------------------- | ----------------- | ----------------------- | ----- |
| 1     | 30 septembre | @ San Antonio       | D 100-104 | Hassan Whiteside (20) | Hassan Whiteside (13) | Olynyk, Wade (4)  | AT&T Center             | 0 - 1 |
| 2     | 2 octobre    | @ Charlotte         | D 113-122 | Kelly Olynyk (18)     | Hassan Whiteside (15) | Goran Dragic (4)  | Spectrum Center         | 0 - 2 |
| 3     | 5 octobre    | @ Washington        | D 114-121 | Maten, Winslow (17)   | Hassan Whiteside (9)  | Briante Weber (6) | Capital One Arena       | 0 - 3 |
| 4     | 8 octobre    | Orlando             | V 90-89   | Rodney McGruder (19)  | Hassan Whiteside (13) | Trois joueurs (5) | American Airlines Arena | 1 - 3 |
| 5     | 10 octobre   | La Nouvelle-Orléans | V 140-128 | Bam Adebayo (26)      | Bam Adebayo (12)      | Tyler Johnson (7) | American Airlines Arena | 2 - 3 |
| 6     | 12 octobre   | Atlanta             | V 119-113 | Josh Richardson (24)  | Dwyane Wade (5)       | Wade, Dragic (5)  | American Airlines Arena | 3 - 3 |

### Saison régulière
| Saison régulière Total: 39-43 (Domicile: 19-22; Extérieur: 20-21) |

| Match | Date match | Équipe       | Score     | Meilleur marqueur     | Meilleur rebondeur    | Meilleur passeur    | Lieux                   | Série |
| ----- | ---------- | ------------ | --------- | --------------------- | --------------------- | ------------------- | ----------------------- | ----- |
| 1     | 17 octobre | @ Orlando    | D 101-104 | Goran Dragic (26)     | Hassan Whiteside (18) | Goran Dragic (4)    | Amway Center            | 0 - 1 |
| 2     | 18 octobre | @ Washington | V 113-112 | Josh Richardson (28)  | Hassan Whiteside (10) | Goran Dragic (8)    | Capital One Arena       | 1 - 1 |
| 3     | 20 octobre | Charlotte    | D 112-113 | Dwyane Wade (21)      | Hassan Whiteside (15) | Goran Dragic (7)    | American Airlines Arena | 1 - 2 |
| 4     | 24 octobre | New York     | V 110-87  | Hassan Whiteside (22) | Hassan Whiteside (14) | Kelly Olynyk (6)    | American Airlines Arena | 2 - 2 |
| 5     | 27 octobre | Portland     | V 120-111 | Goran Dragic (28)     | Hassan Whiteside (16) | Trois joueurs (5)   | American Airlines Arena | 3 - 2 |
| 6     | 29 octobre | Sacramento   | D 113-123 | Josh Richardson (31)  | Hassan Whiteside (24) | Rodney McGruder (6) | American Airlines Arena | 3 - 3 |
| 7     | 30 octobre | @ Charlotte  | D 113-125 | Dwyane Wade (19)      | Hassan Whiteside (12) | Justise Winslow (5) | Spectrum Center         | 3 - 4 |

| Match | Date match  | Équipe              | Score          | Meilleur marqueur     | Meilleur rebondeur      | Meilleur passeur    | Lieux                   | Série  |
| ----- | ----------- | ------------------- | -------------- | --------------------- | ----------------------- | ------------------- | ----------------------- | ------ |
| 8     | 3 novembre  | @ Atlanta           | D 118-123      | Josh Richardson (32)  | Justise Winslow (10)    | Justise Winslow (8) | State Farm Arena        | 3 - 5  |
| 9     | 5 novembre  | @ Detroit           | V 120-115 (OT) | Josh Richardson (27)  | Richardson, Adebayo (8) | Goran Dragic (6)    | Little Caesars Arena    | 4 - 5  |
| 10    | 7 novembre  | San Antonio         | V 95-88        | Hassan Whiteside (29) | Hassan Whiteside (20)   | Josh Richardson (5) | American Airlines Arena | 5 - 5  |
| 11    | 9 novembre  | Indiana             | D 102-110      | Kelly Olynyk (20)     | Hassan Whiteside (20)   | Josh Richardson (6) | American Airlines Arena | 5 - 6  |
| 12    | 10 novembre | Washington          | D 110-116      | Josh Richardson (24)  | Hassan Whiteside (14)   | Justise Winslow (6) | American Airlines Arena | 5 - 7  |
| 13    | 12 novembre | Philadelphie        | D 114-124      | Goran Dragic (22)     | Hassan Whiteside (11)   | Goran Dragic (5)    | American Airlines Arena | 5 - 8  |
| 14    | 14 novembre | @ Brooklyn          | V 120-107      | Tyler Johnson (24)    | Justise Winslow (11)    | Josh Richardson (5) | Barclays Center         | 6 - 8  |
| 15    | 16 novembre | @ Indiana           | D 91-99        | Josh Richardson (28)  | Hassan Whiteside (17)   | Justise Winslow (6) | Bankers Life Fieldhouse | 6 - 9  |
| 16    | 18 novembre | L.A. Lakers         | D 97-113       | Wayne Ellington (19)  | Bam Adebayo (8)         | Rodney McGruder (4) | American Airlines Arena | 6 - 10 |
| 17    | 20 novembre | Brooklyn            | D 92-104       | Hassan Whiteside (21) | Hassan Whiteside (23)   | Josh Richardson (5) | American Airlines Arena | 6 - 11 |
| 18    | 23 novembre | @ Chicago           | V 103-96       | Josh Richardson (27)  | Bam Adebayo (13)        | James Johnson (5)   | United Center           | 7 - 11 |
| 19    | 25 novembre | @ Toronto           | D 115-125      | Dwyane Wade (35)      | Bam Adebayo (21)        | Dwyane Wade (6)     | Scotiabank Arena        | 7 - 12 |
| 20    | 27 novembre | Atlanta             | D 113-115      | Josh Richardson (22)  | Hassan Whiteside (10)   | Rodney McGruder (5) | American Airlines Arena | 7 - 13 |
| 21    | 30 novembre | La Nouvelle-Orléans | V 106-101      | Josh Richardson (20)  | Bam Adebayo (11)        | Dwyane Wade (6)     | American Airlines Arena | 8 - 13 |

| Match | Date match  | Équipe                | Score     | Meilleur marqueur       | Meilleur rebondeur     | Meilleur passeur    | Lieux                      | Série   |
| ----- | ----------- | --------------------- | --------- | ----------------------- | ---------------------- | ------------------- | -------------------------- | ------- |
| 22    | 2 décembre  | Utah                  | V 102-100 | Hassan Whiteside (23)   | Hassan Whiteside (20)  | Dwyane Wade (8)     | American Airlines Arena    | 9 - 13  |
| 23    | 4 décembre  | Orlando               | D 90-105  | Justise Winslow (14)    | Hassan Whiteside (9)   | Josh Richardson (5) | American Airlines Arena    | 9 - 14  |
| 24    | 7 décembre  | @ Phoenix             | V 115-98  | Bam Adebayo (22)        | Bam Adebayo (10)       | Goran Dragic (10)   | Talking Stick Resort Arena | 10 - 14 |
| 25    | 8 décembre  | @ L.A. Clippers       | V 121-98  | Dwyane Wade (25)        | Derrick Jones Jr. (11) | Justise Winslow (9) | Staples Center             | 11 - 14 |
| 26    | 10 décembre | @ L.A. Lakers         | D 105-108 | Justise Winslow (28)    | Derrick Jones Jr. (14) | Dwyane Wade (10)    | Staples Center             | 11 - 15 |
| 27    | 12 décembre | @ Utah                | D 84-111  | Rodney McGruder (16)    | Kelly Olynyk (8)       | Adebayo, Olynyk (3) | Vivint Smart Home Arena    | 11 - 16 |
| 28    | 14 décembre | @ Memphis             | V 100-97  | Olynyk, Richardson (18) | Bam Adebayo (9)        | Josh Richardson (7) | FedExForum                 | 12 - 16 |
| 29    | 16 décembre | @ La Nouvelle-Orléans | V 102-96  | Josh Richardson (22)    | Hassan Whiteside (12)  | Bam Adebayo (5)     | Smoothie King Center       | 13 - 16 |
| 30    | 20 décembre | Houston               | V 101-99  | Josh Richardson (22)    | Hassan Whiteside (17)  | Josh Richardson (7) | American Airlines Arena    | 14 - 16 |
| 31    | 22 décembre | Milwaukee             | V 94-87   | Josh Richardson (16)    | Hassan Whiteside (13)  | Justise Winslow (5) | American Airlines Arena    | 15 - 16 |
| 32    | 23 décembre | @ Orlando             | V 115-91  | Tyler Johnson (25)      | Josh Richardson (10)   | Trois joueurs (5)   | Amway Center               | 16 - 16 |
| 33    | 26 décembre | Toronto               | D 104-106 | Justise Winslow (21)    | Hassan Whiteside (12)  | Josh Richardson (7) | American Airlines Arena    | 16 - 17 |
| 34    | 28 décembre | Cleveland             | V 118-94  | Justise Winslow (24)    | Justise Winslow (11)   | Justise Winslow (7) | American Airlines Arena    | 17 - 17 |
| 35    | 30 décembre | Minnesota             | D 104-113 | Dwyane Wade (21)        | Hassan Whiteside (13)  | Dwyane Wade (5)     | American Airlines Arena    | 17 - 18 |

| Match | Date match | Équipe        | Score     | Meilleur marqueur       | Meilleur rebondeur    | Meilleur passeur        | Lieux                   | Série   |
| ----- | ---------- | ------------- | --------- | ----------------------- | --------------------- | ----------------------- | ----------------------- | ------- |
| 36    | 2 janvier  | @ Cleveland   | V 117-92  | Josh Richardson (24)    | Hassan Whiteside (12) | Justise Winslow (7)     | Quicken Loans Arena     | 18 - 18 |
| 37    | 4 janvier  | Washington    | V 115-109 | Hassan Whiteside (21)   | Hassan Whiteside (18) | Justise Winslow (10)    | American Airlines Arena | 19 - 18 |
| 38    | 5 janvier  | @ Atlanta     | D 82-106  | Derrick Jones Jr. (14)  | Adebayo, Olynyk (6)   | Rodney McGruder (5)     | State Farm Arena        | 19 - 19 |
| 39    | 8 janvier  | Denver        | D 99-103  | Dion Waiters (15)       | Hassan Whiteside (11) | Dwyane Wade (6)         | American Airlines Arena | 19 - 20 |
| 40    | 10 janvier | Boston        | V 115-99  | Dwyane Wade (19)        | Hassan Whiteside (10) | Justise Winslow (11)    | American Airlines Arena | 20 - 20 |
| 41    | 12 janvier | Memphis       | V 112-108 | Justise Winslow (26)    | Bam Adebayo (10)      | Josh Richardson (9)     | American Airlines Arena | 21 - 20 |
| 42    | 15 janvier | @ Milwaukee   | D 86-124  | Whiteside, Winslow (19) | Hassan Whiteside (8)  | Richardson, Winslow (5) | Fiserv Forum            | 21 - 21 |
| 43    | 18 janvier | @ Détroit     | D 93-98   | Dwyane Wade (20)        | Hassan Whiteside (10) | Dwyane Wade (8)         | Little Caesars Arena    | 21 - 22 |
| 44    | 19 janvier | @ Chicago     | V 117-103 | Josh Richardson (26)    | Wade, Whiteside (10)  | Dwyane Wade (7)         | United Center           | 22 - 22 |
| 45    | 21 janvier | @ Boston      | D 99-107  | Jones, Waiters (18)     | Derrick Jones Jr. (9) | Wade, Winslow (6)       | TD Garden               | 22 - 23 |
| 46    | 23 janvier | L.A. Clippers | D 99-111  | Hassan Whiteside (22)   | Hassan Whiteside (16) | Johnson, Richardson (5) | American Airlines Arena | 22 - 24 |
| 47    | 25 janvier | @ Cleveland   | V 100-94  | Justise Winslow (27)    | Hassan Whiteside (13) | Tyler Johnson (6)       | Quicken Loans Arena     | 23 - 24 |
| 48    | 27 janvier | @ New York    | V 106-97  | Wayne Ellington (19)    | Hassan Whiteside (16) | Dwyane Wade (10)        | Madison Square Garden   | 24 - 24 |
| 49    | 30 janvier | Chicago       | D 89-105  | Tyler Johnson (15)      | Olynyk, Whiteside (9) | Waiters, Winslow (5)    | American Airlines Arena | 24 - 25 |

| Match                  | Date match  | Équipe         | Score     | Meilleur marqueur     | Meilleur rebondeur    | Meilleur passeur        | Lieux                    | Série   |
| ---------------------- | ----------- | -------------- | --------- | --------------------- | --------------------- | ----------------------- | ------------------------ | ------- |
| 50                     | 1er février | Oklahoma City  | D 102-118 | Kelly Olynyk (18)     | Hassan Whiteside (16) | Dwyane Wade (6)         | American Airlines Arena  | 24 - 26 |
| 51                     | 2 février   | Indiana        | D 88-95   | Dwyane Wade (21)      | Hassan Whiteside (13) | Dion Waiters (5)        | American Airlines Arena  | 24 - 27 |
| 52                     | 5 février   | @ Portland     | V 118-108 | Hassan Whiteside (28) | Hassan Whiteside (11) | Justise Winslow (5)     | Moda Center              | 25 - 27 |
| 53                     | 8 février   | @ Sacramento   | D 96-102  | Josh Richardson (21)  | Hassan Whiteside (19) | Justise Winslow (6)     | Golden 1 Center          | 25 - 28 |
| 54                     | 10 février  | @ Golden State | D 118-120 | Josh Richardson (37)  | Hassan Whiteside (14) | Dwyane Wade (9)         | Oracle Arena             | 25 - 29 |
| 55                     | 11 février  | @ Denver       | D 87-103  | Justise Winslow (15)  | Rodney McGruder (10)  | Josh Richardson (8)     | Pepsi Center             | 25 - 30 |
| 56                     | 13 février  | @ Dallas       | V 112-101 | Dwyane Wade (22)      | Justise Winslow (11)  | Richardson, Winslow (6) | American Airlines Center | 26 - 30 |
| NBA All-Star Game 2019 |             |                |           |                       |                       |                         |                          |         |
| 57                     | 21 février  | @ Philadelphie | D 102-106 | Dwyane Wade (19)      | Justise Winslow (7)   | Dwyane Wade (6)         | Wells Fargo Center       | 26 - 31 |
| 58                     | 23 février  | Détroit        | D 96-119  | Josh Richardson (22)  | Hassan Whiteside (15) | Dion Waiters (5)        | American Airlines Arena  | 26 - 32 |
| 59                     | 25 février  | Phoenix        | D 121-124 | Hassan Whiteside (29) | Hassan Whiteside (11) | Josh Richardson (9)     | American Airlines Arena  | 26 - 33 |
| 60                     | 27 février  | Golden State   | V 126-125 | Goran Dragić (27)     | Bam Adebayo (10)      | Richardson, Winslow (5) | American Airlines Arena  | 27 - 33 |
| 61                     | 28 février  | @ Houston      | D 118-121 | Goran Dragić (21)     | Justise Winslow (7)   | Justise Winslow (8)     | Toyota Center            | 27 - 34 |

| Match | Date match | Équipe          | Score     | Meilleur marqueur     | Meilleur rebondeur      | Meilleur passeur        | Lieux                   | Série   |
| ----- | ---------- | --------------- | --------- | --------------------- | ----------------------- | ----------------------- | ----------------------- | ------- |
| 62    | 2 mars     | Brooklyn        | V 117-88  | Kelly Olynyk (25)     | Bam Adebayo (16)        | Richardson, Waiters (7) | American Airlines Arena | 28 - 34 |
| 63    | 4 mars     | Atlanta         | V 114-113 | Dwyane Wade (23)      | Hassan Whiteside (7)    | Richardson, Wade (5)    | American Airlines Arena | 29 - 34 |
| 64    | 6 mars     | @ Charlotte     | V 91-84   | Kelly Olynyk (22)     | Hassan Whiteside (15)   | Justise Winslow (7)     | Spectrum Center         | 30 - 34 |
| 65    | 8 mars     | Cleveland       | V 126-110 | Josh Richardson (20)  | Hassan Whiteside (11)   | Justise Winslow (9)     | American Airlines Arena | 31 - 34 |
| 66    | 10 mars    | Toronto         | D 104-125 | Bam Adebayo (19)      | Hassan Whiteside (7)    | Bam Adebayo (5)         | American Airlines Arena | 31 - 35 |
| 67    | 13 mars    | Détroit         | V 108-74  | Justise Winslow (16)  | Hassan Whiteside (11)   | Josh Richardson (5)     | American Airlines Arena | 32 - 35 |
| 68    | 15 mars    | Milwaukee       | D 98-113  | Justise Winslow (20)  | Adebayo, Whiteside (11) | Adebayo, Winslow (5)    | American Airlines Arena | 32 - 36 |
| 69    | 17 mars    | Charlotte       | V 93-75   | Goran Dragić (19)     | Adebayo, Olynyk (9)     | Kelly Olynyk (6)        | American Airlines Arena | 33 - 36 |
| 70    | 18 mars    | @ Oklahoma City | V 116-107 | Goran Dragić (26)     | Kelly Olynyk (9)        | Goran Dragić (11)       | Chesapeake Energy Arena | 34 - 36 |
| 71    | 20 mars    | @ San Antonio   | V 110-105 | Goran Dragić (22)     | Bam Adebayo (15)        | Bam Adebayo (5)         | AT&T Center             | 35 - 36 |
| 72    | 22 mars    | @ Milwaukee     | D 87-116  | Hassan Whiteside (14) | Hassan Whiteside (9)    | Josh Richardson (5)     | Fiserv Forum            | 35 - 37 |
| 73    | 23 mars    | @ Washington    | V 113-108 | Dwyane Wade (20)      | Bam Adebayo (11)        | Bam Adebayo (8)         | Capital One Arena       | 36 - 37 |
| 74    | 26 mars    | Orlando         | D 99-104  | Dion Waiters (26)     | Bam Adebayo (11)        | Dwyane Wade (7)         | American Airlines Arena | 36 - 38 |
| 75    | 28 mars    | Dallas          | V 105-99  | Goran Dragić (23)     | Bam Adebayo (16)        | Goran Dragić (11)       | American Airlines Arena | 37 - 38 |
| 76    | 30 mars    | @ New York      | V 100-92  | Dion Waiters (28)     | Hassan Whiteside (13)   | Goran Dragić (10)       | Madison Square Garden   | 38 - 38 |

| Match | Date match | Équipe       | Score          | Meilleur marqueur | Meilleur rebondeur     | Meilleur passeur    | Lieux                   | Série   |
| ----- | ---------- | ------------ | -------------- | ----------------- | ---------------------- | ------------------- | ----------------------- | ------- |
| 77    | 1er avril  | @ Boston     | D 105-110      | Goran Dragić (30) | Bam Adebayo (14)       | Dwyane Wade (7)     | TD Garden               | 38 - 39 |
| 78    | 3 avril    | Boston       | D 102-112      | Dion Waiters (21) | Hassan Whiteside (15)  | Dwyane Wade (6)     | American Airlines Arena | 38 - 40 |
| 79    | 5 avril    | @ Minnesota  | D 109-111      | Dwyane Wade (24)  | Trois joueurs (7)      | Goran Dragić (9)    | Target Center           | 38 - 41 |
| 80    | 7 avril    | @ Toronto    | D 109-117 (OT) | Dwyane Wade (21)  | Bam Adebayo (13)       | Dragić, Winslow (6) | Scotiabank Arena        | 38 - 42 |
| 81    | 9 avril    | Philadelphie | V 122-99       | Dwyane Wade (30)  | Adebayo, Whiteside (9) | Goran Dragić (13)   | American Airlines Arena | 39 - 42 |
| 82    | 10 avril   | @ Brooklyn   | D 94-113       | Dwyane Wade (25)  | Dwyane Wade (11)       | Dwyane Wade (10)    | Barclays Center         | 39 - 43 |

### Confrontations en saison régulière
| Conférence Est      | Conférence Est                            | Conférence Est                            | Conférence Est                            | Conférence Est                            | Conférence Ouest                          | Conférence Ouest                          | Conférence Ouest                          |
| Division Atlantique | Division Atlantique                       | Division Atlantique                       | Division Atlantique                       | Division Atlantique                       | Division Nord-Ouest                       | Division Nord-Ouest                       | Division Nord-Ouest                       |
| Équipe              | Domicile                                  | Domicile                                  | Extérieur                                 | Extérieur                                 | Équipe                                    | Domicile                                  | Extérieur                                 |
| ------------------- | ----------------------------------------- | ----------------------------------------- | ----------------------------------------- | ----------------------------------------- | ----------------------------------------- | ----------------------------------------- | ----------------------------------------- |
| Boston              | 115-99                                    | 102-112                                   | 99-107                                    | 105-110                                   | Denver                                    | 99-103                                    | 87-103                                    |
| Brooklyn            | 92-104                                    | 117-88                                    | 120-107                                   | 94-113                                    | Minnesota                                 | 104-113                                   | 109-111                                   |
| New York            | 110-87                                    |                                           | 106-97                                    | 100-92                                    | Oklahoma City                             | 102-118                                   | 116-107                                   |
| Philadelphie        | 114-124                                   | 122-99                                    | 102-106                                   |                                           | Portland                                  | 120-111                                   | 118-108                                   |
| Toronto             | 104-106                                   | 104-125                                   | 115-125                                   | 109-117 (OT)                              | Utah                                      | 102-100                                   | 84-111                                    |
|                     | 4–5                                       | 4–5                                       | 3–6                                       | 3–6                                       |                                           | 2–3                                       | 2–3                                       |
| Division            | 7–11                                      | 7–11                                      | 7–11                                      | 7–11                                      | Division                                  | 4–6                                       | 4–6                                       |
| Division Centrale   | Division Centrale                         | Division Centrale                         | Division Centrale                         | Division Centrale                         | Division Pacifique                        | Division Pacifique                        | Division Pacifique                        |
| Équipe              | Domicile                                  | Domicile                                  | Extérieur                                 | Extérieur                                 | Équipe                                    | Domicile                                  | Extérieur                                 |
| Chicago             | 89-105                                    |                                           | 103-96                                    | 117-103                                   | Golden State                              | 126-125                                   | 118-120                                   |
| Cleveland           | 118-94                                    | 126-110                                   | 117-92                                    | 100-94                                    | L.A. Clippers                             | 99-111                                    | 121-98                                    |
| Detroit             | 96-119                                    | 108-74                                    | 120-115 (OT)                              | 93-98                                     | L.A. Lakers                               | 97-113                                    | 105-108                                   |
| Indiana             | 102-110                                   | 88-95                                     | 91-99                                     |                                           | Phoenix                                   | 121-124                                   | 115-98                                    |
| Milwaukee           | 94-87                                     | 98-113                                    | 86-124                                    | 87-116                                    | Sacramento                                | 113-123                                   | 96-102                                    |
|                     | 4–5                                       | 4–5                                       | 5–4                                       | 5–4                                       |                                           | 1–4                                       | 2–3                                       |
| Division            | 9–9                                       | 9–9                                       | 9–9                                       | 9–9                                       | Division                                  | 3–7                                       | 3–7                                       |
| Division Sud-Est    | Division Sud-Est                          | Division Sud-Est                          | Division Sud-Est                          | Division Sud-Est                          | Division Sud-Ouest                        | Division Sud-Ouest                        | Division Sud-Ouest                        |
| Équipe              | Domicile                                  | Domicile                                  | Extérieur                                 | Extérieur                                 | Équipe                                    | Domicile                                  | Extérieur                                 |
| Atlanta             | 113-115                                   | 114-113                                   | 118-123                                   | 82-106                                    | Dallas                                    | 105-99                                    | 112-101                                   |
| Charlotte           | 112-113                                   | 93-75                                     | 113-125                                   | 91-84                                     | Houston                                   | 101-99                                    | 118-121                                   |
|                     |                                           |                                           |                                           |                                           | Memphis                                   | 112-108                                   | 100-97                                    |
| Orlando             | 90-105                                    | 99-104                                    | 101-104                                   | 115-91                                    | La Nouvelle-Orléans                       | 106-101                                   | 102-96                                    |
| Washington          | 110-116                                   | 115-109                                   | 113-112                                   | 113-108                                   | San Antonio                               | 95-88                                     | 110-105                                   |
|                     | 3–5                                       | 3–5                                       | 4–4                                       | 4–4                                       |                                           | 5–0                                       | 4–1                                       |
| Division            | 7–9                                       | 7–9                                       | 7–9                                       | 7–9                                       | Division                                  | 9–1                                       | 9–1                                       |
| Conférence          | 23–29 (Domicile: 11–15; Extérieur: 12–14) | 23–29 (Domicile: 11–15; Extérieur: 12–14) | 23–29 (Domicile: 11–15; Extérieur: 12–14) | 23–29 (Domicile: 11–15; Extérieur: 12–14) | Conférence                                | 16–14 (Domicile: 8–7; Extérieur: 8–7)     | 16–14 (Domicile: 8–7; Extérieur: 8–7)     |
| Total               | 39–43 (Domicile: 19–22; Extérieur: 20–21) | 39–43 (Domicile: 19–22; Extérieur: 20–21) | 39–43 (Domicile: 19–22; Extérieur: 20–21) | 39–43 (Domicile: 19–22; Extérieur: 20–21) | 39–43 (Domicile: 19–22; Extérieur: 20–21) | 39–43 (Domicile: 19–22; Extérieur: 20–21) | 39–43 (Domicile: 19–22; Extérieur: 20–21) |

## Classements de la saison régulière
| Conférence Est | Conférence Est         | Conférence Est | Conférence Est | Conférence Est | Conférence Est | Conférence Est | Conférence Est |
| No             | Franchise              | Vic.           | Déf.           | MJ             | V/D            | GB             |                |
| -------------- | ---------------------- | -------------- | -------------- | -------------- | -------------- | -------------- | -------------- |
| 1              | Bucks de Milwaukee     | 60             | 22             | 82             | .732           | –              |                |
| 2              | Raptors de Toronto     | 58             | 24             | 82             | .707           | 2              |                |
| 3              | 76ers de Philadelphie  | 51             | 31             | 82             | .622           | 9              |                |
| 4              | Celtics de Boston      | 49             | 33             | 82             | .598           | 11             |                |
| 5              | Pacers de l'Indiana    | 48             | 34             | 82             | .585           | 12             |                |
| 6              | Nets de Brooklyn       | 42             | 40             | 82             | .512           | 18             |                |
| 7              | Magic d'Orlando        | 42             | 40             | 82             | .512           | 18             |                |
| 8              | Pistons de Détroit     | 41             | 41             | 82             | .500           | 19             |                |
|                |                        |                |                |                |                |                |                |
| 9              | Hornets de Charlotte   | 39             | 43             | 82             | .476           | 21             |                |
| 10             | Heat de Miami          | 39             | 43             | 82             | .476           | 21             |                |
| 11             | Wizards de Washington  | 32             | 50             | 82             | .390           | 28             |                |
| 12             | Hawks d'Atlanta        | 29             | 53             | 82             | .354           | 31             |                |
| 13             | Bulls de Chicago       | 22             | 60             | 82             | .268           | 38             |                |
| 14             | Cavaliers de Cleveland | 19             | 63             | 82             | .232           | 41             |                |
| 15             | Knicks de New York     | 17             | 65             | 82             | .207           | 43             |                |

| Division Sud-Est         | V  | D  | MJ | V/D  | GB | Dom   | Ext   | Div  |
| ------------------------ | -- | -- | -- | ---- | -- | ----- | ----- | ---- |
| Magic d'Orlando (7)      | 42 | 40 | 82 | .512 | –  | 25–16 | 17–24 | 10–6 |
| Hornets de Charlotte (9) | 39 | 43 | 82 | .476 | 3  | 25–16 | 14–27 | 10–6 |
| Heat de Miami (10)       | 39 | 43 | 82 | .476 | 3  | 19–22 | 20–21 | 7–9  |
| Washington Wizards (11)  | 32 | 50 | 82 | .390 | 10 | 22–19 | 10–31 | 7–9  |
| Hawks d'Atlanta (12)     | 29 | 53 | 82 | .354 | 13 | 17–24 | 12–29 | 6–10 |

## Effectif

### Effectif actuel
| Heat de Miami Effectif actuel    |    |                        |                     |                |
| Entraîneur : Erik Spoelstra      |    |                        |                     |                |
| Ailier fort / Pivot              | 13 | Drapeau des États-Unis | Bam Adebayo         | Kentucky       |
| Ailier fort                      | 15 | Drapeau des États-Unis | Ryan Anderson       | California     |
| Meneur / Arrière                 | 7  | Drapeau de la Slovénie | Goran Dragić        | Union Olimpija |
| Ailier fort                      | 40 | Drapeau des États-Unis | Udonis Haslem       | Florida        |
| Ailier / Ailier fort             | 16 | Drapeau des États-Unis | James Johnson       | Wake Forest    |
| Arrière / Ailier                 | 5  | Drapeau des États-Unis | Derrick Jones Jr.   | UNLV           |
| Ailier fort                      | 00 | Drapeau des États-Unis | Yante Maten (R)     | Georgia        |
| Arrière                          | -  | Drapeau des États-Unis | Kendrick Nunn (R)   | Oakland        |
| Ailier fort / Pivot              | 9  | Drapeau du Canada      | Kelly Olynyk        | Gonzaga        |
| Meneur / Arrière                 | 0  | Drapeau des États-Unis | Josh Richardson     | Tennessee      |
| Arrière / Ailier                 | 55 | Drapeau des États-Unis | Duncan Robinson (R) | Michigan       |
| Arrière                          | 3  | Drapeau des États-Unis | Dwyane Wade         | Marquette      |
| Arrière                          | 11 | Drapeau des États-Unis | Dion Waiters        | Syracuse       |
| Pivot                            | 21 | Drapeau des États-Unis | Hassan Whiteside    | Marshall       |
| Ailier / Ailier fort             | 20 | Drapeau des États-Unis | Justise Winslow     | Duke           |
| (TW) - Two-way contract, Blessé. |    |                        |                     |                |

## Transactions

### Échanges
| 6 février 2019 | A Heat de MiamiRyan Anderson | A Suns de PhoenixWayne Ellington Tyler Johnson |

### Extension de contrat
| Date       | Joueur          | Contrat                            |
| ---------- | --------------- | ---------------------------------- |
| 13/10/2018 | Justise Winslow | Contrat de 39 000 000 $ sur 3 ans. |

### Joueurs qui re-signent
| Date       | Joueur            | Contrat                                                 |
| ---------- | ----------------- | ------------------------------------------------------- |
| 01/07/2018 | Derrick Jones Jr. | Contrat partiellement garanti de 3 157 958 $ sur 2 ans. |
| 13/07/2018 | Wayne Ellington   | Contrat de 6 270 000 $ sur 1 an.                        |
| 10/09/2018 | Udonis Haslem     | Contrat de 2 393 887 $ sur 1 an.                        |
| 18/09/2018 | Dwyane Wade       | Contrat de 2 393 887 $ sur 1 an.                        |

### Options dans les contrats
| Date       | Joueur      | Option                                                                    |
| ---------- | ----------- | ------------------------------------------------------------------------- |
| 12/09/2018 | Bam Adebayo | Miami active son option d'équipe de 5 806 440 $ pour la saison 2019-2020. |

### Arrivés

#### Two-way contract
| Date       | Joueur          | Provenance                    |
| ---------- | --------------- | ----------------------------- |
| 10/07/2018 | Duncan Robinson | Wolverines du Michigan (NCAA) |
| 29/07/2018 | Yante Maten     | Bulldogs de la Géorgie (NCAA) |

#### Camps d'entraînement
| Date       | Joueur          | Contrat                             | Provenance                           |
| ---------- | --------------- | ----------------------------------- | ------------------------------------ |
| 06/08/2018 | Malik Newman    | Contrat non garanti de 838 464 $.   | Lakers de Los Angeles                |
| 15/08/2018 | Marcus Lee      | Contrat non garanti de 838 464 $.   | Golden Bears de la Californie (NCAA) |
| 21/08/2018 | Briante Weber   | Contrat non garanti de 1 567 007 $. | Grizzlies de Memphis                 |
| 27/08/2018 | Jarnell Stokes  | Contrat non garanti de 1 567 007 $. | Zhejiang Golden Bulls                |
| 06/10/2018 | Charles Cooke   | Contrat non garanti de 1 349 383 $. | Pelicans de La Nouvelle-Orléans      |
| 06/10/2018 | DeAndre Liggins | Contrat non garanti de 1 757 429 $. | Pelicans de La Nouvelle-Orléans      |
| 11/10/2018 | Rodney Purvis   | Contrat non garanti de 1 349 383 $. | Celtics de Boston                    |
| 11/10/2018 | Raphiael Putney | Contrat non garanti de 838 464 $.   | Atléticos de San Germán              |

### Départs

#### Agents libres
| Date       | Joueur         | Nouvelle équipe ¹ |
| ---------- | -------------- | ----------------- |
| 01/07/2018 | Luke Babbitt   |                   |
| 27/07/2018 | Jordan Mickey  | BC Khimki Moscou  |
| 14/08/2018 | Derrick Walton | Bulls de Chicago  |

¹ Il s'agit de l’équipe pour laquelle le joueur a signé après son départ, il a pu entre-temps changer d'équipe ou encore de pays.

#### Non retenu après les camps d’entraînements
| Date       | Joueur          |
| ---------- | --------------- |
| 07/10/2018 | Malik Newman    |
| 07/10/2018 | Marcus Lee      |
| 11/10/2018 | Charles Cooke   |
| 11/10/2018 | DeAndre Liggins |
| 13/10/2018 | Briante Weber   |
| 13/10/2018 | Rodney Purvis   |
| 13/10/2018 | Raphiael Putney |
| 13/10/2018 | Jarnell Stokes  |

### Joueurs "agents libres" à la fin de la saison
| Joueur          | Fin de saison         |
| --------------- | --------------------- |
| Udonis Haslem   | Agent libre           |
| Rodney McGruder | Agent libre restreint |
| Dwyane Wade     | Agent libre           |

### Options en fin de saison
| Joueur           | Fin de saison  |
| ---------------- | -------------- |
| Goran Dragić     | Option joueur. |
| Hassan Whiteside | Option joueur. |

## Récompenses
| Date       | Joueur      | Récompense        |
| ---------- | ----------- | ----------------- |
| 17 février | Dwyane Wade | ☆ All-Star 2019 ☆ |